# Fossalta (Copparo)
Fossalta è una frazione del comune di Copparo.

## Storia
A partire dall'anno 906 si hanno le prime testimonianze scritte della frazione di Fossalta. Originariamente, il piccolo borgo era chiamato col nome di Fossa alta Fundus (lett. Fondo di Fossa Alta). 
Le prime notizie riguardanti la Chiesa di Sant'Andrea risalgono al XIV secolo. 
Nel 1570, a seguito di un forte terremoto, il complesso religioso subì danni enormi. Alla fine del Cinquecento, l'edificio fu completamente ristrutturato. Ad inaugurarlo fu il Vescovo dell'epoca, tale Giovanni Fontana.
La Chiesa venne riedificata nel XVIII secolo, ad opera di Don Tedeschi.
Nel 2013 sono stati rinvenuti due ossuari del XVII secolo.

## Infrastrutture e trasporti
Per raggiungere la frazione si può percorrere la Strada Provinciale 20, Ferrara-Formignana.

## Luoghi di interesse
- Chiesa di Sant'Andrea

- Ex Casa del Fascio

## Tradizioni e folclore
Fossalta è nota per ospitare un presepio storico. L'opera è composta da una serie di modellini che ritraggono la vita contadina del XX secolo ferrarese.